# Романяно ал Монте
Романя̀но ал Мо̀нте (на италиански: Romagnano al Monte) е село и община в Южна Италия, провинция Салерно, регион Кампания. Разположено е на 650 m надморска височина. Населението на общината е 399 души (към 2010 г.).